# Технократия
Технокра́тия (греч. τέχνη, «мастерство» + греч. κράτος, «власть» греч. τεχνοκρατία) — форма правления или устройства общества, власть в которой принадлежит техническим специалистам, руководствующимся в принятии решений исключительно технологическими императивами (применение технологий на благо общества). Основная идея технократии заключается в принятии решений по соображениям эффективности и, соответственно, в деполитизации процесса принятия решений, к основным ценностям относятся принципы оптимизации и объективности. Технократия предполагает использование инженерных подходов для решения любых проблем.
Понятие технократии является достаточно расплывчатым и не освещалось должным образом в систематической литературе. В вероятно наиболее проработанном из анализов определяется как форма государственного господства, при котором управление стремится «к единой исключительной парадигме политики, основанной на применении инструментально рациональных методов». С политической точки зрения понимается как власть экспертов и может характеризоваться принятием решений невыборными должностными лицами, назначенными на пост за свои технические знания и навыки. Технократия также отличается от меритократии, которую связывают с наличием познавательных и умственных способностей, нежели с наличием знаний в определённой области.
Технократами называют людей, обладающих обширными научными или техническими знаниями и занимающих значимые должности, либо имеющих достаточную власть или влияние, что подразумевает способность принимать решения, а не исполнять решения, принятые правительством. В публицистике «технократами» часто называют лиц, получающих власть в силу их профессиональных знаний. Обычно вместо бизнесменов или людей, избранных в рамках политических партий, подразумеваются учёные, инженеры, технологи, которые имеют специальные знания и опыт руководящей работы.
Идея о полезности передачи управления обществом экспертам восходит ещё к Древней Греции, к призывам Платона и Сократа. У Платона встречается в труде «Государство». В Европе технократическое правительство является популярной темой для обсуждений, в том числе как возможная эволюция демократии или конечная точка её развития. В течение длительного времени идут споры о технократической природе самого Евросоюза, а в посткризисной литературе широко распространилось описание Евросоюза как технократического порядка. Из числа отдельных стран технократическое правительство после кризиса было сформировано в Италии. В эпоху пандемии COVID-19 распространился технократический подход к управлению, который подразумевает обращение за помощью к специалистам в области здравоохранения и приоритизацию права человека на жизнь и здоровье над остальными правами.

## История термина
В 1890-х термин время от времени использовался с разными значениями. Уильям Генри Смитт (англ. William Henry Smyth) впервые использовал термин «технократия» в современном понимании этого слова в 1919 году в своей статье «„Технократия“ — пути и методы достижения индустриальной демократии» (англ. «'Technocracy' — Ways and Means to Gain Industrial Democracy») в журнале «Индустриальный менеджмент» (англ. Industrial Management). Однако Смитт ссылался на индустриальную демократию: движение, направленное на объединение рабочих с целью интеграции их в управление предприятиями через существующие организации или революцию. Термин был использован для обозначения технически обоснованного принятия решений в управлении в 1932 году.

## Технократия как концепция построения общества

### Предыстория

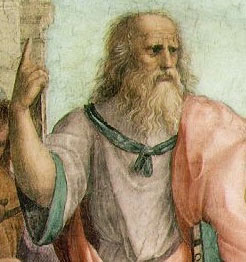
Платон на фреске «Афинская школа»

В философско-политической мысли технократическая традиция имеет давнюю историю. Чётко оформленная идея общества, управляемого носителями знания, впервые встречается у Платона, который в труде «Государство» отстаивает тезис о том, что государством должны управлять носители знания — сословие философов. В XVII веке идея использования научных знаний для управления обществом получила развитие в трудах Ф. Бэкона и Т. Кампанеллы. Однако это всё было лишь намёком на технократические идеи, которые проявились только на определённой стадии общественного развития.

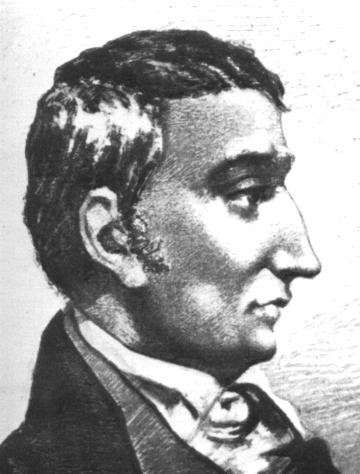
Клод Анри де Сен-Симон

Первую целостную концепцию о влиянии науки, производства и технических специалистов на социально-политическое развитие создал Анри де Сен-Симон. Приход к власти носителей научного знания рассматривался им как закономерный результат общественного развития. Для описания такого общества им вводится термин «промышленно-научная система». Он утверждал: «…при современном состоянии знаний и цивилизации одни лишь промышленные и научные принципы могут служить основанием общественной организации». Управление обществом должно строиться на научных, рациональных методах, в результате применения которых, по его мнению, политика станет дополнением к науке о человеке. В трудах А. Сен-Симона имеют место две важнейшие составляющие всех более поздних технократических концепций: управление обществом на научных принципах и ведущая политическая роль научно-технических специалистов. Сен-Симона правомерно называют предтечей технократизма и первым его идеологом.
Для того чтобы говорить о технократии, прежде всего было необходимо возникновение достаточно многочисленного слоя научно-технических специалистов. А это произошло лишь во второй половине XIX века с завершением промышленной революции в передовых странах, когда началось массовое применение машин в производстве, а затем и в других сферах. Машинная техника изменила повседневную жизнь человека, технизация все шире распространялась в индустриальном обществе, сформировав особую форму культуры, которая была названа Ж.-П. Кантеном термином «технокультура», который он применил для характеристики содержания западноевропейской цивилизации.

### Причины возникновения технократической концепции в XX веке
Технократия — ответ на проблему, стоящую перед инженерами с самого начала XX столетия. Сэмюэль Хабер (Samuel Haber) и Дональд Стабил (Donald Stabile) описали противоречия между физической эффективностью и эффективностью стоимости, с которыми столкнулись инженеры в новых условиях капиталистического предпринимательства конца XIX столетия в США.
Думающие только о прибыли, нетехнические менеджеры предприятий, где работают инженеры, из-за своего взгляда на потребности рынка часто налагают ограничения на проекты, которые разрабатываются из необходимости предприятия. Рабочие не вырабатывают на том уровне, который заложен в планах инженера, а цены всего сырья изменяются рыночными силами, таким образом нарушая точные вычисления инженера.
В результате инженер теряет контроль над проектами и должен непрерывно пересматривать планы. Чтобы сохранять контроль над проектами, инженеры пытались установить контроль над этими внешними переменными и преобразовывать их в постоянные факторы.

### Ранние проявления
В среде инженеров развернулась широкая дискуссия относительно этой проблемы в технических журналах и на конференциях. В результате было сформировано три идеологических течения.
- Тейлоризм, который объединяет ценовые структуры и разработку предприятий, таким образом создаётся научное управление, где капиталистический менеджер и инженер делят контроль над процессом производства и рабочим классом между собой.
- Советский Союз осуществил социал-тейлоризм, где экономическое планирование, политическая бюрократия и техническая элита производили контроль над экономикой через учреждения, подобные ГОЭЛРО, или пятилетние планы. В то же время политические воздействия повлияли на советское планирование; политическая бюрократия разрабатывала планы, чтобы достичь технических результатов, и необходимой цены производства, считаясь скорее не с технической, а с экономической необходимостью.
- В Соединённых Штатах распространилось представление, что технические соображения должны иметь приоритет. Это представление развилось среди инженеров типа Уильяма Говарда Смита (англ. William Howard Smyth)[источник не указан 1214 дней], оно основано на ранней концепции индустриальной демократии, которая была ограничена участием инженеров в руководстве предприятий.

### Технологический детерминизм
Основное положение технократической концепции построения общества — технологический детерминизм. Технологический детерминизм — это теоретико-методологическая установка в философских и социологических концепциях, исходящая из решающей роли техники и технологии в развитии социально-экономических структур. Он возник в 1920-х гг. в связи с бурными успехами в развитии науки и техники, нарастающей эффективностью их массового применения в развитии производства.

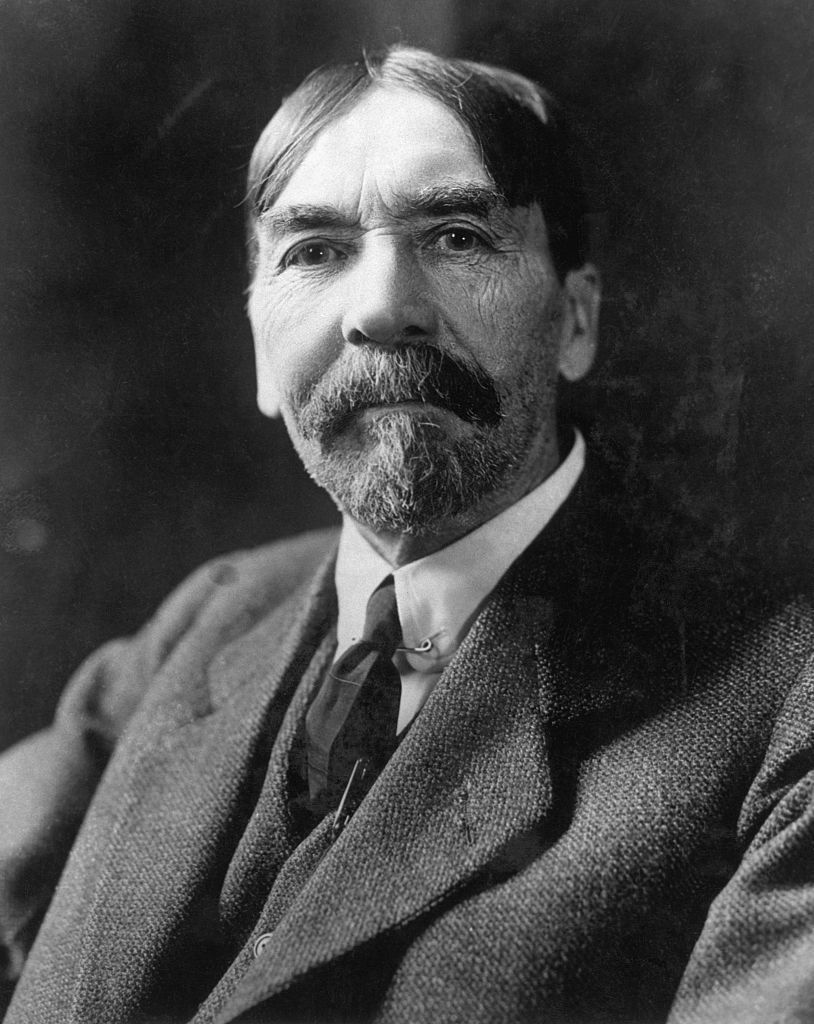
Торстейн Бунде Веблен

В работах Торстейна Веблена эта установка нашла реализацию в доктрине, согласно которой решающая роль не только в развитии экономики, но и в принятии управленческих решений в области политики должна принадлежать специалистам. Веблен описал свои взгляды в книге «Инженеры и ценовая система» (1921 г.), в которой он также описал возможные экономические особенности управляемой инженерами утопии, и других произведениях.
Приверженцы технологического детерминизма считают, что основной детерминантой социально-экономических и иных изменений в обществе являются более или менее крупные сдвиги в технике и технологической системе производства. Однако слово «технология» означает «не столько машины и инструменты, сколько то представление о мире, которое руководит нашим восприятием всего существующего» (Дж. П. Грант).
Технократическое движение использовало модифицированную концепцию технологического детерминизма, в которой основным критерием развитости общества был принят не столько уровень технологического развития, сколько уровень использования внешней энергии (энергии, не затраченной работающим человеком в форме человеко-часов, а полученной и затраченной машинами в форме киловатт-часов). Такой подход основывался на работах нобелевского лауреата в области физической химии Фредерика Содди.

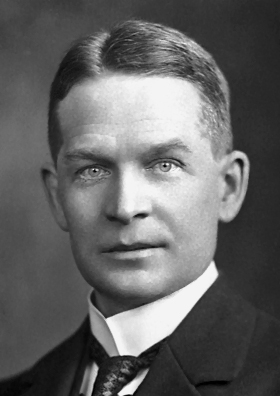
Фредерик Содди

В своей работе «Богатство, виртуальное богатство и долг» (англ. Wealth, Virtual Wealth and Debt) Содди обратил своё внимание на роль энергии в экономических системах. Он критиковал концентрацию на финансовых потоках в экономике, утверждая, что «реальное» богатство было получено при использовании энергии для преобразования материалов в готовые товары и услуги.

### Технократический общественный строй
Технократический общественный строй характеризуется тем, что процесс производства и распределения доходов находится под контролем общества и делегирован наиболее квалифицированным специалистам. Экономика технократического общества имеет нерыночный характер.
Определяющими в экономической теории технократического общества является валовое производство энергии на душу населения и уровень научно-технического прогресса, который определяет эффективность использования энергетических мощностей.
Социальная структура такого общества базируется не на отношениях собственности, а на знаниях и квалификации. Такое социальное устройство также известно как меритократия.

### Технократическая политическая система
Технократическое правительство — власть экспертов, которая эффективно выполняет административные функции. В технократической системе, в которой экономика регулируется экономистами, социальная политика — политологами, система здравоохранения — специалистами-медиками, другие отрасли — соответствующими специалистами, которые работают и обмениваются знаниями совместно, координируемые специалистами-менеджерами, производительность каждого максимизируется настолько, насколько это принципиально возможно.
Технократия может также использовать системы управления, в которых законы проводятся в жизнь посредством проектирования систем таким образом, что их невозможно нарушить. Например, чтобы препятствовать тому, что люди ездили на трамвае не оплачивая проезд, двери вагона могли быть разработаны таким образом, чтобы оплата была необходима для открытия дверей. Та же самая идея может быть применена в намного больших масштабах, с автоматизированным общественным наблюдением, интеллектуальными системами, которые автоматически управляют или ограничивают действия людей, чтобы предотвратить незаконную деятельность.
Принципы упреждающего проектирования, предсказание, в видении Б. Ф. Скиннера в его повести «Вальдэн Два» также относительно подобны таким системам, но основаны на психологии и влиянии социальной среды, а не на различных навязчивых технологиях, для проведения в жизнь правил.

## Технократическое движение

Официальный символ Technocracy Incorporated, символизирующий баланс между производством и потреблением.

В 1930-е гг. в США возникло общественное движение, принципы и программа которого согласовывались с концепцией Торстейна Веблена. Это движение было создано членами Технического Альянса, в который входил и сам Веблен. Книга Веблена «Инженеры и ценовая система» (англ. The Engineers and the Price System) была использована технократическим движением как базовый материал. Движение оформилось в общественную организацию «Технократия Инкорпорейтед» (англ. Technocracy Incorporated) которая сформулировала план относительно Северной Америки, включающий использование не ценовой системы, а разработанной ими системы «Расчёт энергетических потребностей» («Energy Accounting»), которая использует постдефицитный тип экономики как основу.

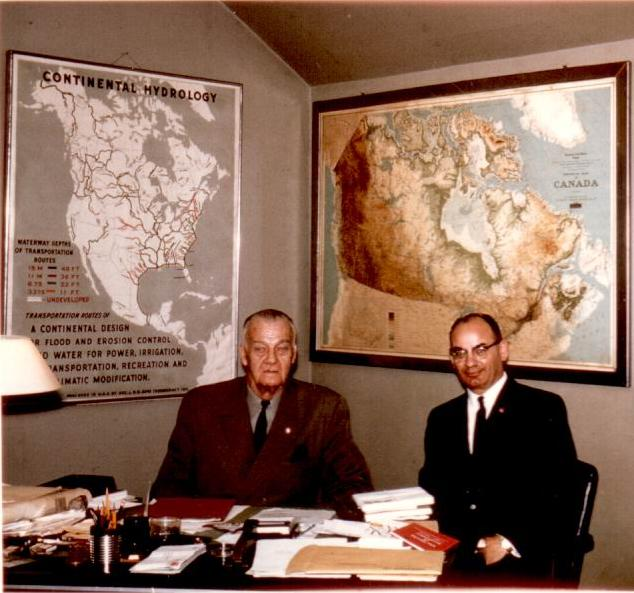
Говард Скотт и Джон Грегори в штаб квартире движения в городе Рашлэнд

Предложенная система была основана на расчёте потребности в энергии во время производства вместо денег, и использовала термодинамику как основу. Сформулированный Technocracy Inc. научно-социальный проект «Технат» («The Technate»), как это описывалось в «Учебном Курсе Технократии» (Technocracy Study Course), включал главным образом аспекты, касающиеся установления постдефицитной экономической системы. В ней предполагалось, помимо установления системы распределения ограниченных по запасам благ на основе энергетического учёта и равного разделения суммарной энергии, произведённой в Технате на каждого его жителя, предоставление бесплатного жилья (Урбанат), транспорта, отдыха и образования. Теоретически все получали бы равное количество возможностей по получению благ в системе нерыночной экономики Техната, благодаря её бездефицитным методикам. Технат — территория, обеспеченная товарами и услугами, содержащая природные ресурсы, достаточный промышленный и научный потенциал, и управляемая обученным персоналом и руководителями с помощью АСУ.

### Технократическое движение в Европе

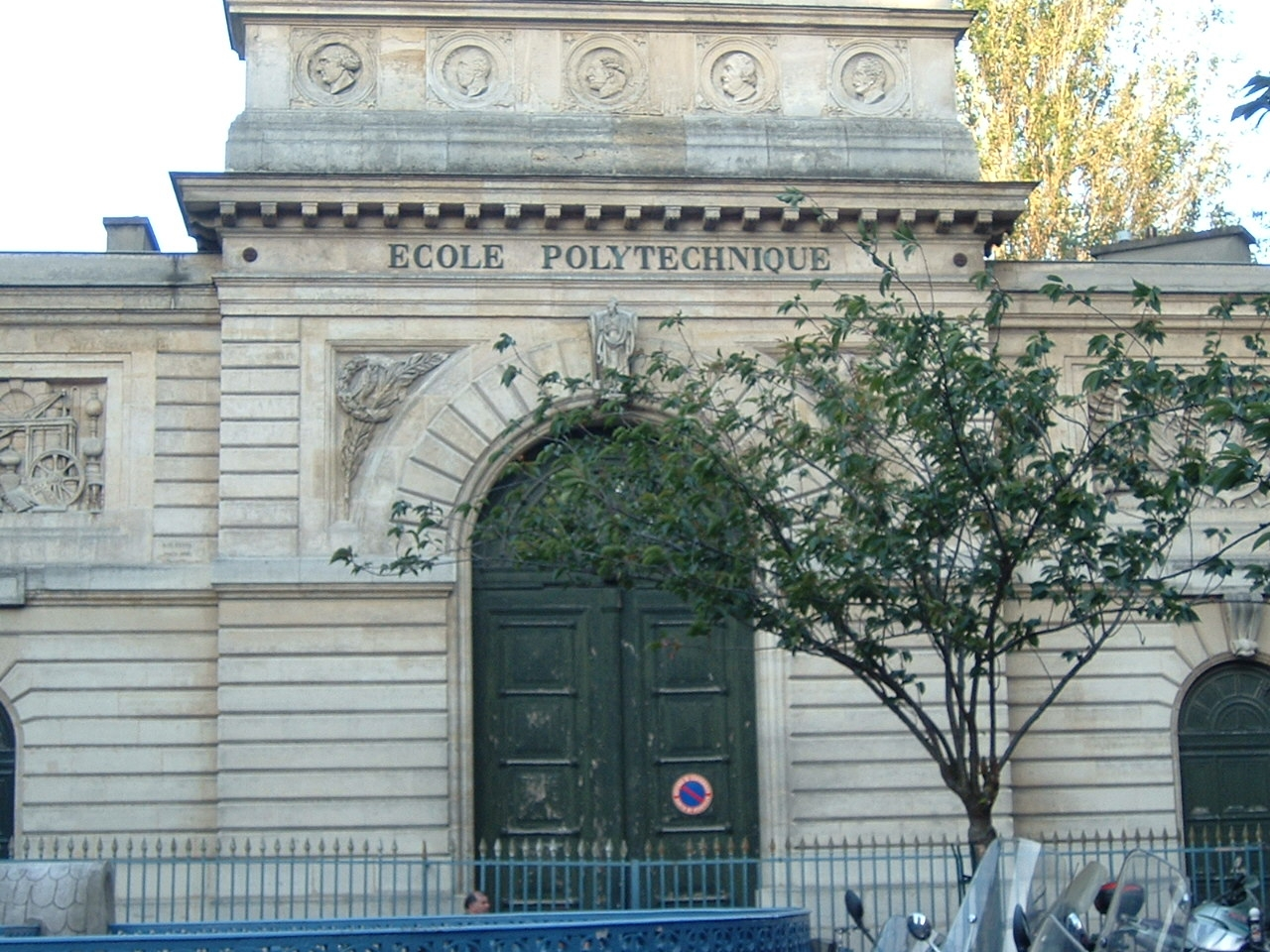
Старинные ворота École Polytechnique

Существовали и другие движения, также поддерживающие технократические взгляды, в том числе во Франции группа X-Crise, сформированная в 1930-х гг. выпускниками Ecole Polytechnique и Redressement Français. Французское технократическое движение основано в 1925 году Эрнестом Мерсьером. Вместе с бельгийцем Хендрик де Маном, X-Crise поддерживал «планизм», который рекомендовал вместо экономического либерализма использование экономического планирования. Под влиянием планизма Де Ман и нео-социалисты Марсель Дья, Пьер Ренадель, Рене Белин, а также «нео-турки» из Радикальной социалистической партии (Пьер Манде-Франс и др.) предлагали через экономическое планирование «конструктивную революцию», возглавляемую государством и технократами. Такие идеи также влияли на Движение Нонконформистов во французском правом фланге.
Политическое и Экономическое Планирование в Великобритании (аналитический центр, основанный в 1931) также защищало такое экономическое вмешательство.

### Технократическое движение в России

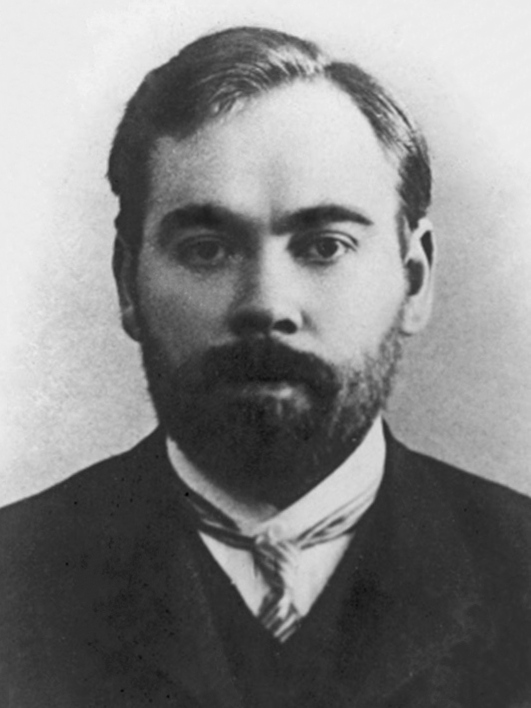
Александр Богданов

Технократические идеи высказывались А. А. Богдановым, который ввёл в оборот термин «техническая интеллигенция» (в 1909 году в статье «Философия современного естествоиспытателя»). В статье «Труд и потребности работника» (1923) обосновывал необходимость энергетических расчётов в экономическом планировании.
Весной 1930 года в СССР была арестована большая группа инженеров и другой научно-технической интеллигенции. По материалам дела, они обвинялись в создании антисоветской подпольной организации, известной под названиями: «Союз инженерных организаций», «Совет Союза инженерных организаций», «Промышленная партия», которая якобы использовала идеологию технократизма. По данным следствия, эта антисоветская организация в 1925—1930 годах занималась вредительством в различных отраслях промышленности и на транспорте.

Группа обвиняемых по делу «Промпартии» на суде.

Кроме того, согласно обвинению, она была связана с «Торгпромом» («Торгово-промышленным комитетом»), объединением бывших русских промышленников в Париже, и французским генеральным штабом и подготавливала иностранную интервенцию в СССР и свержение советской власти. Действительно ли существовала «Промпартия», доподлинно неизвестно.
Существовавшая в 2002—2007 годах партия «Союз людей за образование и науку» (СЛОН) выступала за развитие страны за счёт мобилизации интеллектуального и научно-технического ресурса страны и ратовала за приход к власти людей руководствующихся научным подходом. Партия участвовала в выборах в Государственную думу 2003 года, заняв предпоследнее место (0,17 % голосов).

### Проект «Венера»
Технократические взгляды разделяет часть современных трансгуманистов, они пользуются популярностью у футурологов, хотя последние не всегда ссылаются на технократию, как таковую, в то же время приходя к выводам, практическим идентичным технократической концепции. Примером может служить работа польского философа-футуролога и писателя-фантаста Станислава Лема «Сумма Технологии» (1963).
Популярный документальный фильм обличительного характера «Дух времени», а в особенности его продолжение — «Дух времени: Приложение» — излагают, среди прочего, идеи технократии и даже предлагают аналог проекта «Технат», так называемый «Проект Венера», разработанный футурологом Жаком Фреско. Сам Фреско говорил о том, что ранее состоял в технократическом движении, но покинул его потому, что посчитал их план действий недостаточно проработанным и надёжным. По словам Фреско, в молодости он участвовал во множестве политических движений, например марксистском, но не смог ассоциировать себя с какой либо группой, так как полагал, что ни у кого из них нет плана действий касательно решения технических проблем.
Целью проекта является создание «ресурсо-ориентированной экономики», основанной, по утверждению автора, на всеобщем праве собственности на природные ресурсы и широком применении технических и технологических решений различных социальных и экономических проблем, использовании исключительно альтернативных источников энергии, освоении новых для человека сфер обитания, снижении необходимости задействования человека в производственной сфере.
Предполагается, что опора на существующие природные ресурсы и технологические новшества обеспечит для человеческого общества устойчивое развитие. При этом либо игнорируются, либо сознательно отвергаются экономические законы товарного обмена, в том числе Закон стоимости.  Фреско считает, что производство денег не имеет отношения к Закону стоимости. По его мнению, кредитно-денежная политика современных государств строится на абсурдной формуле: X = X + Y (где Х — имеющиеся в данный момент в государстве деньги, а Y — проценты, которые подлежат уплате по кредитам). Y — деньги, которые в данный момент отсутствуют, но должны быть напечатаны, поскольку иначе невозможно будет погасить проценты по кредитам. Таким образом, денежная система — саморазрушающаяся, поскольку она является ничем иным как финансовой пирамидой. Автор, вслед за классиками технократии, критикует систему экономики, основанной на эквивалентном обмене на основе стоимости, утверждая, что планетарные запасы ресурсов и энергии, используемые «с новой современной технологией и разумной эффективностью», могли бы удовлетворить потребности всего населения планеты в достаточной степени.
Проект достаточно эклектичен и включает взгляды автора на все стороны общественной жизни и различные технологии, в частности на архитектуру и градостроительство.
По мнению марксистов, проект Венера близок к утопическому социализму.

## Неотехнократизм
Идеи Веблена использовались позднее многими авторами в социологическом и политологическом контекстах. Эти работы относят к направлению, получившему название «неотехнократизм». Так, их использовали А. Берли, А. Фриш, Дж. Бернхем в книге «Революция менеджеров» (1941), Дж. К. Гэлбрейт (1960—1970-х гг. книги «Новое индустриальное общество» и «Экономические теории и цели общества») и другие. Влияние технологического детерминизма явственно проявилось в теории стадий роста, выдвинутой в 1960-х гг. Ростоу, в концепциях индустриального (Арон, Гэлбрейт, А. Берли и др.), постиндустриального (Д. Белл, Ж. Фурастье и др.), технотронного (З. Бжезинский), программированного (Ален Турен), информационного (Ё. Масуда) обществ, «третьей волны» (Тоффлер). Отличительной особенностью этих теорий является попытка соединить методологию технологического детерминизма с другими детерминантами, в результате чего создаётся новый образ общества. Авторы противопоставляют новое общество индустриальному обществу, делают акцент на сбалансированном соотношении между материальными и духовными ценностями, между техническими и гуманитарными знаниями, фемининными и маскулинными тенденциями развития. Неотехнократическая парадигма, построенная на основе абсолютизации возможностей современной компьютерной техники, автоматики, сохраняет характерные элементы традиционного технократизма.

### Неотехнократизм в политологии
Современные политологи под технократическим чаще всего понимают правительство, состоящее из специалистов и формирующееся по неидеологическим принципам.
Технократические методы и подходы, не как целостная система, а как отдельно взятые элементы политического процесса, широко использовались в течение всего XX века. Особенно широко отдельные методы, идеи и приёмы применяли Германия, СССР, США, КНР, Япония, Южная Корея.
К технократическому методу формирования правительства, то есть созданию его не на политической, а на профессиональной основе, прибегают некоторые страны в случае политического или иного кризиса. Чаще всего так поступают государства с президентской формой правления. После Второй мировой войны наиболее часто таким образом формировалось правительство в Финляндии — 7 раз. Показательной в этом отношении стала ситуация в Италии в первой половине 90-х годов XX века, когда в коррупционном скандале были задействованы все без исключения члены правительства и лидеры основных политических партий. В результате этого в 1993 и 1994 годах действовало непартийное технократическое правительство во главе с директором Банка Италии К. А. Чампи.
Сирийская вооружённая группировка Хайят Тахрир аш-Шам отличается от подобных джихадистских групп тем, что не использует прямое управление. Созданное ими в подконтрольной провинции Правительство спасения Сирии по сути является технократической гражданской администрацией. Неидеологическое управление позволило не только сохранять внутреннюю стабильность в очень неоднородном регионе, но и способствовало молчаливому признанию на международном уровне, что с группировкой и её лидером можно договариваться.

## Критика технократии
Резкое расширение философского контекста теоретических экспликаций техники и технологии привело к существенной дифференциации точек зрения на сущность, значимость и роль технологических детерминант социально-экономического и социокультурного развития. Наряду с технической традицией и в противовес ей современная философская и социологическая мысль выдвинула антитехницистскую линию. Герберт Маркузе, Теодор Адорно, Жак Эллюль, Макс Хоркхаймер и др. акцентируют внимание на негативных последствиях чрезмерного увлечения человека могуществом техники. Они связывают феномен техники со всеобщей рационализацией мира и интерпретируют этот феномен как самую опасную для человека форму детерминизма. Техника, считает Эллюль, превращает средства в цель, стандартизирует поведение, интересы, склонности людей, превращая тем самым человека в объект бездуховных «калькуляций и манипуляций». С его точки зрения, необходимо преодолеть узкие рамки технологического детерминизма и задуматься о возможной поливариантности социального развития, имея в виду, что в любом из вариантов философствования на эту тему необходимо исходить из идеи гуманизации техники и полной переориентации позитивных потенций последней в целях освобождения человека от всех форм социальной зависимости.
А. В. Миронов рассматривает технократизм как: 1) перенос профессионального мышления и ценностей из сферы научной и/или инженерной деятельности, а также любой профессиональной среды на всё остальное многообразие отношений; 2) абсолютизацию математических моделей — придание им онтологического статуса. В качестве обоснования он приводит пример творчества Ле Корбюзье.
Возможность создания технических систем общественного контроля часто сравнивают с тоталитарным государством, в котором всё государство — тюрьма со строгими правилами, наподобие Паноптикума, где все люди контролируются, чтобы гарантировать единогласие. Чарльз Стросс назвал это Сингулярностью Паноптикона. Таким образом, бюрократическая форма технократии может быть и авторитарной системой управления.
Технократы, отвечая на эти опасения, сказали бы, что страх перед технологией и социальными изменениями часто принимает самые тиранические и мрачные формы, указывая на популярные СМИ и пропаганду, в которых социализм, демократия и коммунизм первоначально изображались в одинаково мрачном и предостерегающем свете.
Технократия подразумевает, что управлением должны заниматься учёные, ориентируясь на технические достижения. Но в этом есть противоречие. Управление неразрывно связано с дифференцированными интересами социально-экономических групп, тогда как наука в данном контексте нейтральна. Поэтому, чтобы управлять, учёный должен отказаться от научного подхода и стать политиком.

## Технократия как социальная группа
Термин технократия может также означать социальную прослойку (страту) высококвалифицированных специалистов.
Профессор М. Уолкер полагает, что активный слой технократов существовал в Германии в период Веймарской республики и времён Третьего Рейха. Они активно участвовали как действующая сила в политике Третьего Рейха. Уолкер использует умозрительную модель правительства — «Левиафан», описывающую группы влияния в Третьем Рейхе и их взаимодействие через Гитлера. Уолкер показал, что очень часто технократы, как объективное начало, побеждали субъективное начало — партийных бюрократов, что позволяло им получать обширный доступ к ресурсам в условиях тоталитарной системы. Это в частности приводится им как причина мощного технологического рывка Третьего Рейха.

### Технократы как социальная группа в России
Академик А. А. Кокошин считает, что российская технократия насчитывает свою историю по крайней мере с 1930-х годов, однако она значительно пострадала от сталинских репрессий. А позднесоветскую историю характеризует конфликт партийной номенклатуры (субъективное начало) с технократией (объективное начало).
После начала курирования Сергеем Кириенко осенью 2016 года внутренней политики в администрации президента, отдельные СМИ и провластные политологи начали заявлять о молодых технократах, назначаемых на пост и. о. губернатора (и впоследствии обычно избираемыми на этот пост). В реальности из 27 человек только 3 не были бывшими силовиками, публичными политиками, правительственными чиновниками и бизнесменами, 5 были младше 40 лет, 18 человек были «варягами», а треть имела опыт работы в регионах до назначения. Как отмечал журналист ИД «Коммерсантъ» Андрей Перцев, новые назначения шли бессистемно, часто не учитывая опыт работы и специализацию кандидата, ряд из которых получили пост благодаря влиятельным группам во власти.